# Hermann Jansen (Architekt)

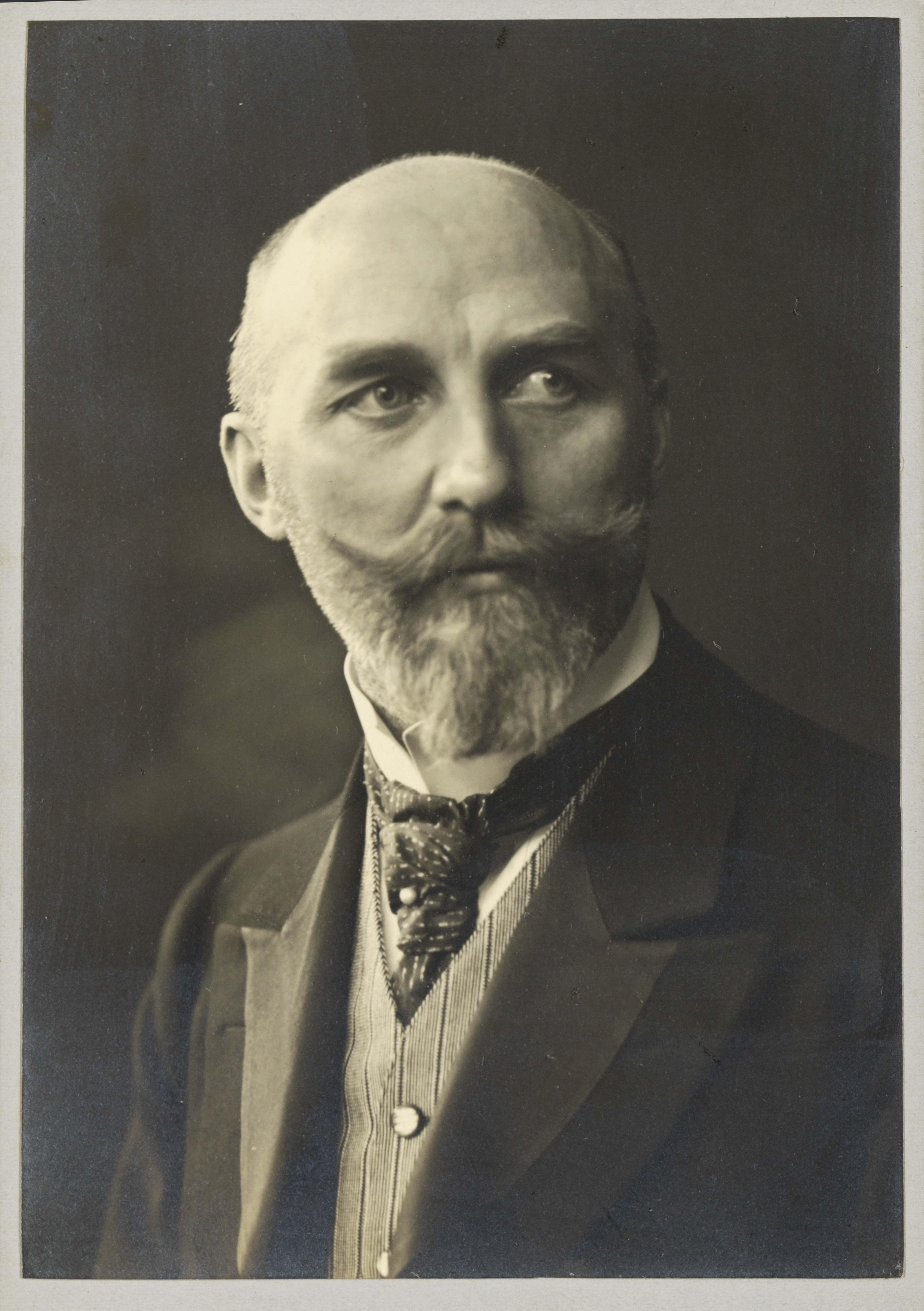
Hermann Jansen (1910)

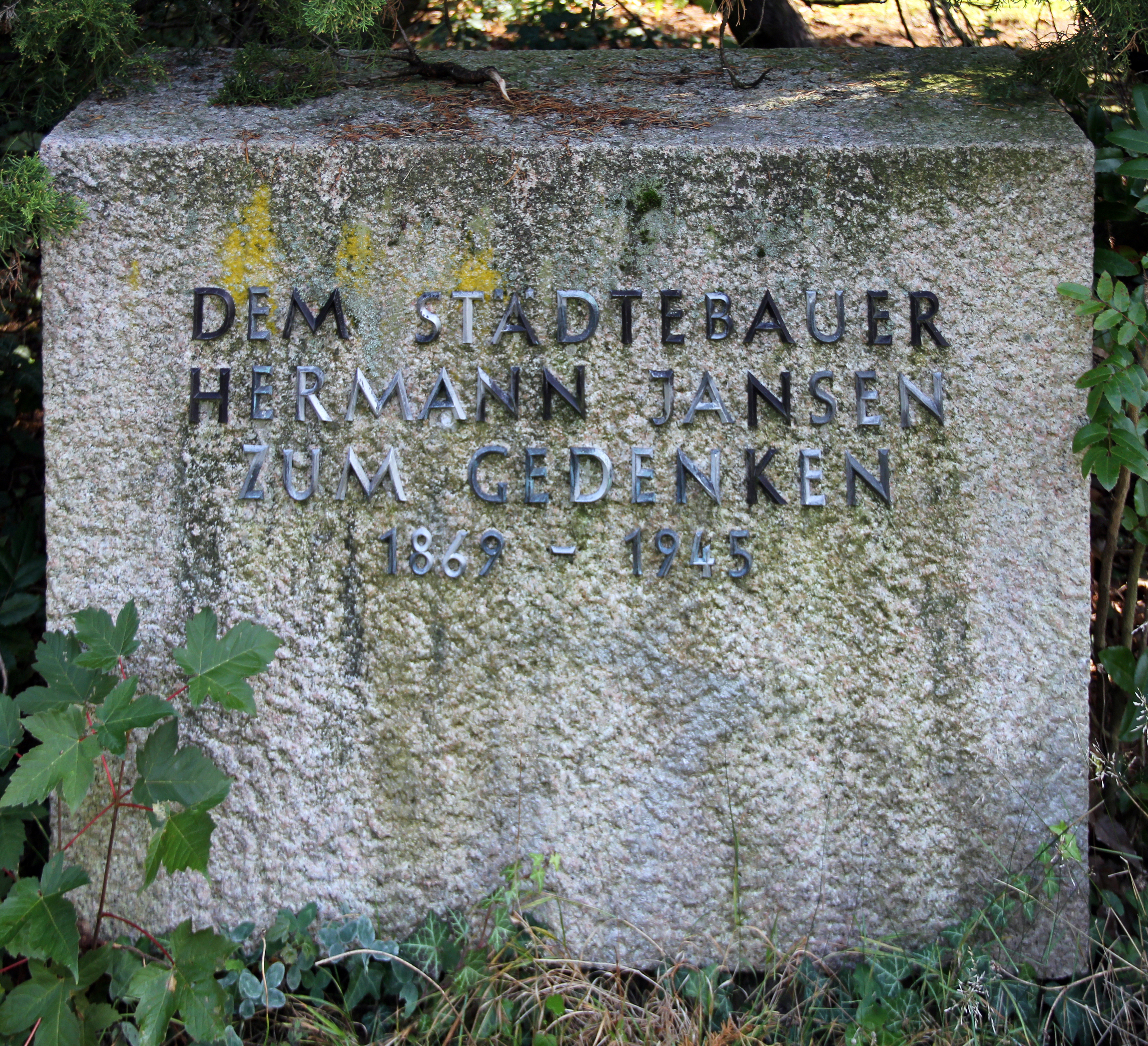
Gedenkstein, Faradayweg ggü. 4 in Berlin-Dahlem

Hermann Jansen (* 28. Mai 1869 in Aachen; † 20. Februar 1945 in Berlin) war ein deutscher Architekt, Stadtplaner und Hochschullehrer.

## Leben und Wirken
Hermann Jansen war der Sohn des schon 1871 verstorbenen Konditors Franz Xavier Jansen und dessen Ehefrau Maria Anna Catharina Jansen geb. Arnoldi. Nach dem Besuch des humanistischen Kaiser-Karls-Gymnasiums in Aachen studierte Jansen Architektur und Städtebau an der Rheinisch-Westfälischen Technischen Hochschule Aachen bei Karl Henrici. Nach Abschluss des Studiums im Jahre 1893 arbeitete Jansen in einem Architekturbüro in Aachen. Im Architektenwettbewerb für den Bismarckturm in Remscheid 1897 reichte er mit Friedrich Pützer einen gemeinsamen Entwurf ein, der mit dem ersten Preis ausgezeichnet und 1900–1901 in etwas vereinfachter Form ausgeführt wurde.
1897 zog Jansen nach Berlin, wo er sich nach kurzer Tätigkeit beim Magistrat der Stadt Berlin unter Ludwig Hoffmann 1899 mit dem Architekten William Müller selbständig machte. Im selben Jahr fertigte er die Entwürfe für den später so genannten Pelzerturm in seiner Heimatstadt Aachen an. 1903 übertrug der Verleger Bruno Hessling ihm die Herausgabe der im Vorjahr gegründeten Architekturzeitschrift Der Baumeister; diese Aufgabe nahm er bis 1929 wahr.
1908 schrieben die Stadt Berlin und die umliegenden, zu dieser Zeit noch selbständigen Städte und Gemeinden den über Deutschland hinaus beachteten Wettbewerb zu einem Grundplan für die Bebauung von Groß-Berlin aus, um Vorschläge für die weitere Entwicklung Berlins zu einer 10-Millionen-Weltstadt einzuholen. Am 19. März 1910 vergab das Preisgericht zwei erste Preise an Josef Brix und Herman Jansen. Sein städtebaulicher Entwurf unter dem Motto In den Grenzen der Möglichkeit enthielt Vorschläge für die Ansiedlung der Bewohner, die Schaffung von Verkehrsverbindungen durch kreuzungsfreie Hauptverkehrsstraßen und zusammenhängende Grünflächen statt der bis dahin üblichen Schmuckplätze. Jansens Planungen wurden teilweise umgesetzt und finden sich noch heute ansatzweise im Stadtbild. In Berlin-Dahlem führten seine Planungen zu der dortigen Mischung von Wohn- und Wissenschaftsflächen.
1918 wurde Jansen in die Preußische Akademie der Künste in Berlin und in ihren Senat aufgenommen und erhielt den Titel Professor. Anlässlich seines fünfzigsten Geburtstags verlieh ihm die Technische Hochschule Stuttgart als Begründer und Führer der modernen Städtebaukunst die Ehrendoktorwürde. Er war Mitglied des Städtebeirats beim preußischen Ministerium der öffentlichen Arbeiten. Er war Mitglied im Architektenverein zu Berlin und im Bund Deutscher Architekten (BDA).
1920 wurde Hermann Jansen an die Technische Hochschule Charlottenburg als außerordentlicher Professor für Städtebaukunst berufen; 1923 trat er als ordentlicher Professor für Städtebau die Nachfolge von Felix Genzmer an. 1930 erhielt Jansen einen Lehrstuhl für Städtebaukunst an der Universität Berlin.
Er erarbeitete Gesamt- oder Teilbebauungspläne für Bamberg, Berlin (diverse Bezirke), Brandenburg, Duisburg-Bissingheim, Emden, Fürth, Goslar, Hagen, Halberstadt, Hameln, Husum, Köln, Minden, Neisse, Nürnberg, Osnabrück, Prenzlau, Rendsburg, Schleswig, Schweidnitz, Schwerin, Wiesbaden und viele weitere, auch kleinere Städte. Jansen plante auch für Städte im Ausland wie Bergen, Łódź, Preßburg oder Riga. In Madrid war er an den Planungen zur Verlängerung des Paseo de la Castellana nach Chamartín beteiligt.

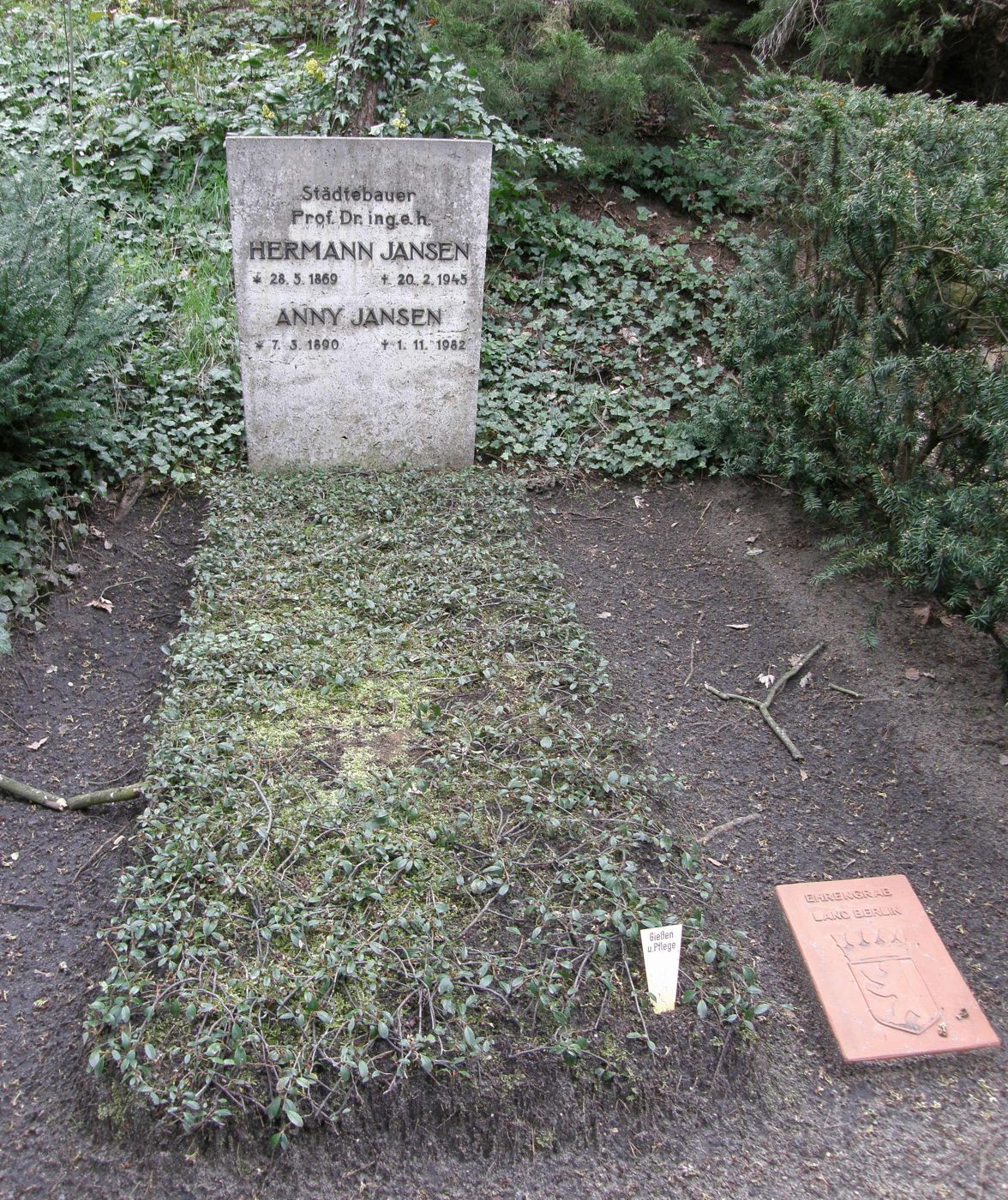
Ehrengrab von Hermann Jansen auf dem Friedhof Heerstraße in Berlin-Westend

Hermann Jansen gewann 1929 den von der türkischen Regierung beschränkt auf führende Städtebauer Deutschlands und Frankreichs ausgeschriebenen Wettbewerb für die Neugestaltung der türkischen Hauptstadt Ankara; an dieser Planung wirkte der Verkehrswissenschaftler Otto Blum von der Technischen Hochschule Hannover mit. In Ankara wie bei Planungen für andere türkische Städte (u. a. İzmit / Nikomedia, Izmir, Adana, Tarsus und Mersin) band Jansen den Stadtbereich in die umgebende Landschaft ein, und versuchte, die denkmalwerte historische Bausubstanz im Rahmen der Sanierung zu bewahren.
Jansen fungierte auch als Preisrichter bei Wettbewerben und als Gutachter.

„Nicht jedes einzelne Haus soll wirken, – ein Fluch, der auf allen unseren neuen Straßenzügen lastet – sondern stets eine Gruppe.“

Im Jahr 1939 wurde ihm die Goethe-Medaille für Kunst und Wissenschaft verliehen.
Hermann Jansen starb 1945 im Alter von 75 Jahren in Berlin. Die Beisetzung erfolgte auf dem Friedhof Heerstraße in Berlin-Westend. Auf Beschluss des Berliner Senats ist die letzte Ruhestätte von Hermann Jansen (Grablage: 7-C-20) seit 1980 als Ehrengrab des Landes Berlin gewidmet. Die Widmung wurde 2001 um die übliche Frist von zwanzig Jahren verlängert.